# Плодовый (Пензенская область)
Плодовый — поселок в Мокшанском районе Пензенской области. Входит в состав Богородского сельсовета.

## География
Находится в северной части Пензенской области у северо-западной окраины районного центра поселка Мокшан.

## История
Основан между 1968 и 1979 годом. В 2004 году-12 хозяйств.

## Население
Численность населения: 25 человек (1979 год), 7(1989), 15 (1996). Население составляло 15 человек (русские 93 %) в 2002 году, 21 в 2010.